# ناحية حميل
ناحية حميل (بالفارسية: بخش حمیل) هي ناحية في مقاطعة إسلام آباد غرب، محافظة كرمانشاه، إيران. حسب إحصاء 2016، عدد سكان الناحية 15912 فردا في 4747 عائلة. بالناحية مدينة واحدة هي حميل، وبها 3 مناطق ريفية هي قسم هرسم الريفي، وقسم حميل الريفي، وقسم منصوري الريفي.